# Stridbukken
Stridbukken är ett berg i Antarktis. Det ligger i Östantarktis. Norge gör anspråk på området. Toppen på Stridbukken är 1 930 meter över havet.
Terrängen runt Stridbukken är varierad. Trakten är obefolkad. Det finns inga samhällen i närheten.